# Aspidopterys harmandiana
Aspidopterys harmandiana là một loài thực vật có hoa trong họ Malpighiaceae. Loài này được Pierre mô tả khoa học đầu tiên năm 1893.